# واسدوو
واسدوو (به آلمانی: Wasdow) یک منطقهٔ مسکونی در آلمان است که در بهرن-لوبشین واقع شده‌است. واسدوو ۳۹۲ نفر جمعیت دارد.